# 宮崎富次郎 (二代)
二代目 宮崎 富次郎（にだいめ みやざき とみじろう、1909年〈明治42年〉6月23日 - 1970年〈昭和45年〉3月20日）は、日本の実業家。東洋ラジエーター（現：ティラド）元社長。宮崎航空工業元社長。幼名は芳太郎。ティラド代表取締役 CEO 兼 COO 社長執行役員の宮崎富夫は孫。アニメ監督の宮崎駿は甥。

## 経歴
東京都出身。宮崎製作所元社長・初代宮崎富次郎の長男として生まれる。1933年（昭和8年）米沢高等工業学校を卒業後、愛知時計電機に入社。その後、当時宮崎航空工業社長を勤めていた父の死によって社業を継承すべく、22歳の若さで社長のポストに座り、終戦で同社が解散するまで責任を全うした。
その後、その腕を買われて1949年（昭和24年）東洋ラジエーター（現：ティラド）の専務に迎えられ、1957年（昭和32年）4月同社社長に就任。
1949年（昭和24年）、三井系炭鉱会社の元重役であった妻・かずゑのおじが退職金がわりに与えられた三井家の別荘を買い取った。同別荘はかつて大磯にあった黒田家邸を和田義盛公別邸跡に移築したもので、現在も元湯・陣屋として営業している。

## 人物
刀剣の鑑定家として著名であった。鍔の名工、奈良三作の一人として称されている『土屋安親の生涯と作品』が宮崎によって著わされ、美術界に一大センセーションを巻き起こした。
米沢高等工業学校時代は、米沢の素朴な伝風風景のなかで、音楽部員としてコーラスを指揮していた。

## 家族・親戚

### 家族
- 父・初代富次郎
宮崎製作所代表取締役[3]。
- 母・千代子
安達菊松の四女[3]。
- 妻・かずゑ
- 長女・邦子
成城学園文科卒。アトリエ山桃館長[6]。日本画を平山郁夫に師事[4]。
- 長男・総一郎
早稲田大学理工学部機械科卒[4]。東洋ラジエーター元社長。
- 孫・富夫
慶應義塾大学大学院理工学部修士課程修了。ティラド代表取締役 CEO 兼 COO 社長執行役員。

### 親戚
- 甥・駿
学習院大学政経学部卒。アニメ監督。弟・勝次の次男[7]。